# Sclerostagonospora
Sclerostagonospora is een geslacht van schimmels behorend tot de familie Phaeosphaeriaceae. De typesoort is Sclerostagonospora heraclei.

## Soorten
Volgens Index Fungorum telt het geslacht 18 soorten (peildatum april 2023):
| Soortnaam                      | Auteur(s)                                   | Publicatiejaar |
| ------------------------------ | ------------------------------------------- | -------------- |
| Sclerostagonospora arundinis   | Wijayaw., Camporesi, McKenzie & K.D. Hyde   | 2016           |
| Sclerostagonospora centaureae  | Sameva & Vanev                              | 1998           |
| Sclerostagonospora cycadis     | Crous & G. Okada                            | 2011           |
| Sclerostagonospora donacis     | (Sacc.) E. Gallego                          | 1986           |
| Sclerostagonospora elegiae     | Marinc., M.J. Wingf. & Crous                | 2017           |
| Sclerostagonospora ericae      | Crous & M.J. Wingf.                         | 2016           |
| Sclerostagonospora fusiformis  | Marinc., M.J. Wingf. & Crous                | 2017           |
| Sclerostagonospora heraclei    | (Sacc.) Höhn.                               | 1917           |
| Sclerostagonospora lathyri     | Wanas., Camporesi, E.B.G. Jones & K.D. Hyde | 2018           |
| Sclerostagonospora leucadendri | Crous & M.E. Palm                           | 1999           |
| Sclerostagonospora opuntiae    | (Ellis & Everh.) Huhndorf                   | 1992           |
| Sclerostagonospora pinguis     | Marinc., M.J. Wingf. & Crous                | 2017           |
| Sclerostagonospora rosae       | Wanas., E.B.G. Jones & K.D. Hyde            | 2018           |
| Sclerostagonospora rosicola    | W.J. Li, Camporesi & K.D. Hyde              | 2018           |
| Sclerostagonospora sabaleos    | (Ces.) E. Gallego & Pedreño                 | 1986           |
| Sclerostagonospora salsolae    | (Moesz) Schwarcz., Vajna & Bruckart         | 2000           |
| Sclerostagonospora sessilis    | (Mont.) E. Gallego                          | 1986           |
| Sclerostagonospora sulcata     | Marinc., M.J. Wingf. & Crous                | 2017           |